# Long Pine
Long Pine és una població dels Estats Units a l'estat de Nebraska. Segons el cens del 2000 tenia 341 habitants.

## Demografia
Segons el cens del 2000, Long Pine tenia 341 habitants, 154 habitatges, i 95 famílies. La densitat de població era de 227 habitants per km².
Dels 154 habitatges en un 25,3% hi vivien nens de menys de 18 anys, en un 52,6% hi vivien parelles casades, en un 6,5% dones solteres, i en un 37,7% no eren unitats familiars. En el 32,5% dels habitatges hi vivien persones soles el 16,9% de les quals corresponia a persones de 65 anys o més que vivien soles. El nombre mitjà de persones vivint en cada habitatge era de 2,21 i el nombre mitjà de persones que vivien en cada família era de 2,8.
Per edats la població es repartia de la següent manera: un 25,2% tenia menys de 18 anys, un 4,1% entre 18 i 24, un 23,8% entre 25 i 44, un 25,8% de 45 a 60 i un 21,1% 65 anys o més.
L'edat mediana era de 43 anys. Per cada 100 dones de 18 o més anys hi havia 91,7 homes.
La renda mediana per habitatge era de 25.156 $ i la renda mediana per família de 26.979 $. Els homes tenien una renda mediana de 25.625 $ mentre que les dones 15.972 $. La renda per capita de la població era de 12.863 $. Aproximadament el 13,9% de les famílies i el 17,1% de la població estaven per davall del llindar de pobresa.

## Poblacions més properes
El següent diagrama mostra les poblacions més properes.